# Fundamentalismo cristão e teorias da conspiração
O Fundamentalismo cristão e teorias da conspiração é um movimento no fundamentalismo cristão.

## História
Em 1991, no livro The New World Order, Pat Robertson afirmou que existiu uma conspiração no mundo liderada pela Maçonaria e pelos Illuminati, em colaboração com banqueiros judeus.
Um dos assuntos recorrentes dos teóricos da conspiração fundamentalistas cristãos é a acusação de pessoas homossexuais de uma agenda gay e de serem responsáveis por problemas sociais. 
O movimento conspiratório QAnon que surgiu em 2017 tem sido ligado ao fundamentalismo cristão.
A adesão às teorias da conspiração é particularmente elevada nas igrejas evangélicas fundamentalistas onde os pastores ensinam essas teorias.  No entanto, este movimento também pode encontrar audiência entre cristãos de diferentes igrejas evangélicas, por vezes em oposição aos seus pastores que oficialmente rejeitam estas teorias. O pastor americano Jon Thorngate explica este fenómeno pela desconfiança nos conhecimentos especializados, o que encoraja muitos cidadãos a desafiar figuras de autoridade estabelecidas, sejam elas igrejas ou os principais meios de comunicação social. De acordo com uma pesquisa de 2018 da BGC, 46% dos evangélicos acreditavam que a grande mídia espalhava notícias falsas. Se as teorias da conspiração tiveram algum sucesso entre os cristãos evangélicos, isso está principalmente ligado à embalagem cristã das mensagens, ou seja, aos versículos bíblicos. Porém, ao estudar essas mensagens em profundidade, trata-se de conteúdos provenientes de diferentes movimentos religiosos, como a Santeria.
Um estudo de 2022 entre poloneses católicos romanos demonstrou que havia uma correlação positiva entre fundamentalismo e crenças de desinformação na pandemia de COVID-19.